# Sagara Taketō
Sagara Taketō (相良 武任?; 1498 – 1551) è stato un samurai giapponese del periodo Sengoku, servitore del clan Ōuchi.

## Biografia
Figlio di Sagara Masato, Taketō era originario della provincia di Higo, e servì il clan Ōuchi seguendo le orme del padre.
Nel 1537, per le sue abilità amministrative, venne nominato servitore di alto rango da Ōuchi Yoshitaka agendo anche da importante mediatore con lo shōgun Ashikaga Yoshiteru.
Nel 1541 si oppose alla spedizione di Sue Takafusa (in seguito Sue Harukata) alla spedizione nella provincia di Izumo. Quando la spedizione fallì Yoshitaka spinse Taketō a creare una fazione politica pacifica in contrapposizione a quella militarista di Harukata.
Nel 1545 venne dimesso dai suoi incarichi e divenne monaco. Tuttavia nel 1548 Yoshitaka lo richiamò al servizio. La contrapposizione con l'ala militare del clan divenne incolmabile nonostante il tentativo di mediazione di Taketō, il quale dette sua figlia in sposa a Sue Nagafusa, figlio di Harukata. Verso fine anno Taketō tornò alle sue terre poiché aveva intuito i piani di Harukata, avvisando Yoshitaka. Nel 1550 Harukata si ribellò è sconfisse facilmente Yoshitaka. Taketō cercò di fuggire nella provincia di Chikuzen, ma fu catturato e messo agli arresti. Rilasciato, venne ucciso nel castello di Hanao nell'agosto del 1551 su ordine di Harukata.